# Т-клітина пам'яті
Т-клітини пам'яті — це підгрупа Т-лімфоцитів, які можуть виконувати ті ж функції, що й В-клітини пам'яті. Їхнє походження незрозуміло.

## Функція
Антиген-специфічні Т-клітини пам’яті, специфічні до вірусів або інших мікробних молекул, можна знайти як у TCM, так і в TEM субпопуляціях. Хоча більшість інформації в даний час базується на спостереженнях за цитотоксичними Т-клітинами (CD8-позитивними), схожі популяції існують і для Т-хелперів (CD4-позитивних). Основною функцією клітин пам’яті є посилення імунної відповіді після реактивації цих клітин шляхом повторного введення відповідного патогена в організм. Важливо зазначити, що ця галузь інтенсивно вивчається, і деяка інформація може бути не представлена в цій статті.
- TCM: ТСМ-лімфоцити мають декілька спільних ознак зі стовбуровими клітинами, найважливішою з яких є здатність до самовідновлення, головним чином через високий рівень фосфорилювання на ключовому факторі транскрипції, STAT5. У кілької мишачих моделях виявилося, що TCM надають більш потужний імунітет проти вірусів, бактерій[1] і ракових клітин[2] порівняно з TEM лімфоцитами.
- TEM: Лімфоцити TEM і TEMRA в основному активні як CD8 варіанти, тому в основному відповідальні за цитотоксичну дію проти патогенів.[3]
- ТRM: Оскільки лімфоцити TRM присутні протягом тривалого часу в тканинах, або, що ще важливіше, в бар’єрних тканинах (наприклад, епітелії), вони мають вирішальне значення для швидкої реакції на порушення бар’єру та відповіді на будь-який наявний патоген. Одним з механізмів, використовуваних TRM для обмеження патогенів, є секреція гранзиму B.[4][5]
- TSCM: Ці лімфоцити здатні до самовідновлення, як і лімфоцити TCM, а також здатні генерувати субпопуляції як TCM, так і TEM.[6] Наявність цієї популяції у людей наразі досліджується.
- ТVM: На даний момент єдиною функцією, очевидною для клітин TVM, є секреція різних цитокінів [7][8], але є припущення щодо їх впливу на подолання небажаних імунологічних станів та їх використання для лікування аутоімунних захворювань.[9]

### Підтримка гомеостазу
Клони Т-клітин пам’яті, які експресують специфічний Т-клітинний рецептор, можуть зберігатися в нашому організмі десятиліттями. Оскільки Т-клітини пам’яті мають менший період напіврозпаду, ніж наївні Т-клітини, безперервна реплікація та заміна старих клітин, ймовірно, беруть участь у процесі підтримки їх популяції. Наразі механізм підтримки Т-клітин пам’яті до кінця не вивчений. Активація через Т-клітинний рецептор може відігравати певну роль. Встановлено, що Т-клітини пам’яті іноді можуть реагувати на нові антигени, що, можливо, забезпечується внутрішньою різноманітністю та широтою мішеней, що зв’язуються з Т-клітинним рецептором. Ці Т-клітини можуть перехресно реагувати на антигени навколишнього середовища та антигени в нашому тілі (наприклад, бактерії в нашому кишечнику) і розмножуватися. Це допомагає зберегти популяцію Т-клітин пам’яті. Механізм перехресної реактивності може бути важливим для Т-клітин пам’яті в тканинах слизової оболонки, оскільки ці ділянки мають вищу щільність антигену. Для тих Т-клітин пам'яті, які циркулюють в крові, кістковому мозку, лімфоїдних тканинах і селезінці, передача сигналів гомеостатичних цитокінів (включаючи IL-17 і IL-15 ) або головного комплексу гістосумісності II (MHCII) може бути більш важливою.

### Життєвий цикл
Т-клітини пам’яті зазнають різних змін і відіграють різну роль на різних етапах життя людини. При народженні людини та в ранньому дитинстві Т-клітини периферичної крові є переважно неактивними (наївними). Через постійний вплив антигенів популяція Т-клітин пам’яті збільшується. Це етап генерації імунної пам’яті, який триває від народження до 20-25 років, коли наша імунна система стикається з найбільшою кількістю нових антигенів. Під час наступного етапу гомеостазу кількість Т-клітин пам’яті виходить на плато і стабілізується. На цьому етапі імунна відповідь більше зміщується в бік підтримки гомеостазу, оскільки нових антигенів зустрічається небагато. На цій стадії також стає важливим спостереження за появою пухлин. На більш пізніх етапах життя, приблизно у 65-70 років, настає стадія імуностаріння, на якій спостерігається імунна дисрегуляція, зниження функціональності Т-клітин і підвищена уразливість до патогенів.

## Походження

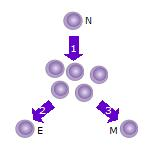
Модель On-Off-On:
1. Після того, як наївна Т-клітина (N) зустрічається з антигеном, вона активується і починає проліферувати (ділитися) на багато клонів або дочірніх клітин.
2. Деякі з клонів Т-клітин диференціюються в ефекторні Т-клітини (Е), які виконуватимуть свою функцію (наприклад, вироблятимуть цитокіни як Т-хелпери або знищуватимуть клітини якцитотоксичні Т-клітини).
3. Деякі з клітин утворять Т-клітини пам’яті (М), які житимуть у неактивному стані в організмі протягом тривалого періоду часу, доки вони знову не зустрінуть той самий антиген і не активуються.

Станом на квітень 2020 року зв’язок між ефекторними і Т-клітинами пам’яті був неясний. Існують дві конкуруючі моделі. Одна з них називається моделлю On-Off-On. Коли наївні Т-клітини активуються Т-клітинним рецептором (TCR), що зв’язується з антигеном запускається його сигнальний шлях, вони активно проліферують і утворюють великий клон ефекторних клітин. Ефекторні клітини активно секретують цитокіни та виконують інші дії. Після видалення антигену деякі з цих ефекторних клітин утворюють Т-клітини пам’яті або випадковим чином, або відбираються на основі їхньої високої специфічності. Ці клітини повертаються з активного ефекторного до стану, більш схожого на наївні Т-клітини («вимикаються»), і знову «вмикаються» під час наступного контакту з антигеном. Ця модель передбачає, що ефекторні Т-клітини можуть ставати Т-клітинами пам’яті і виживати, зберігаючи здатність до проліферації. Вона також передбачає, що схемі On-Off-On під час наївної, ефекторної та пам’ятної стадій буде відповідати певний профіль експресії генів. Докази, що підтверджують цю модель, включають виявлення генів, які відповідають схемі експресії On-Off-On, включаючи альфа-рецептор інтерлейкіну-7 (IL-7Rα), Bcl-2, CD26L та інші.

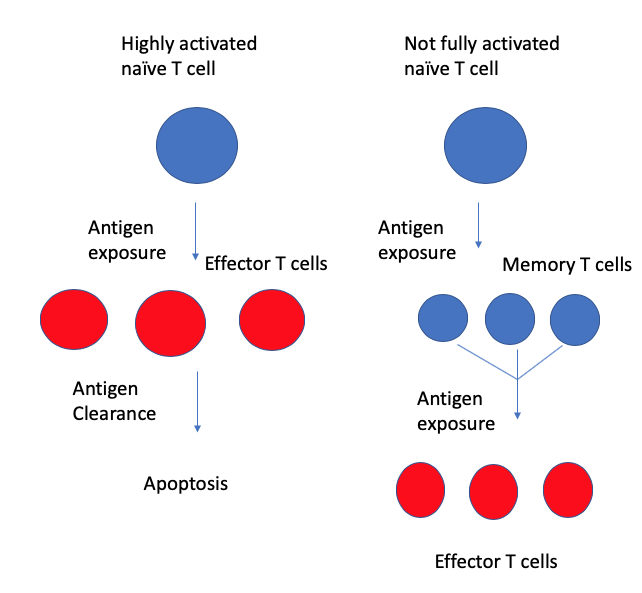
Модель розвиткової диференціації:
У цій моделі Т-клітини пам’яті перетворюються на ефекторні Т-клітини, а не навпаки.

Інша модель — це модель розвиткової диференціації. Ця модель стверджує, що ефекторні клітини, утворені з високоактивованих наївних Т-клітин, після видалення антигену піддаються апоптозу. Натомість Т-клітини пам’яті походять від наївних Т-клітин, які активуються, але ніколи не входять повною мірою в ефекторну стадію. Потомство Т-клітин пам’яті не повністю активовано, оскільки вони не настільки специфічні до антигену, як ефекторні Т-клітини. Дослідження, присвячені перебігу поділу клітин, показали, що довжина теломери та активність теломерази в ефекторних Т-клітинах були зменшені в порівнянні з Т-клітинами пам’яті, що свідчить про те, що Т-клітини пам’яті не зазнавали такого поділу клітин, як ефекторні Т-клітини, що не узгоджується з модель On-Off-On. Повторна або хронічна антигенна стимуляція Т-клітин, як-от при ВІЛ-інфекції, спричиняє посилення ефекторних функцій, але зменшує силу імунної пам’яті. Було також виявлено, що Т-клітини, що розмножуються, з більшою ймовірністю створюють короткоживучі ефекторні клітини, тоді як Т-клітини з мінімальною проліферацією утворюють більше довгоживучих клітин.

## Епігенетичні модифікації
Епігенетичні модифікації беруть участь у зміні наївних Т-клітин. Наприклад, у CD4+ Т-клітинах пам’яті  позитивні модифікації гістонів відзначаються у генах ключових цитокінів, які активуються під час вторинної імунної відповіді, включаючи IFNγ, IL4 та IL17A. Деякі з цих модифікацій зберігалися після видалення антигену, створюючи епігенетичну пам’ять, що дозволяє швидше активуватися при повторній зустрічі з антигеном. Для CD8+ Т-клітин пам’яті  певні ефекторні гени, такі як IFNγ, не експресуються, але вони транскрипційно готові для швидкої експресії після активації. Крім того, посилення експресії певних генів також залежить від сили початкової активації Т-клітинних рецепторів для перетворення на Т-клітини пам’яті, що корелює з активацією регуляторного елемента, який безпосередньо змінює рівень експресії гена.

## Субпопуляції
Історично вважалося, що Т-клітини пам’яті поділяються на ефекторну або центральну субпопуляції, кожна з яких має свій власний набір маркерів клітинної поверхні (див. нижче). Згодом були виявлені численні додаткові популяції Т-клітин пам'яті, включаючи тканинні Т-клітини (ТRM), стовбурові Т-клітини пам'яті (ТSCM), і Т-клітини віртуальної пам'яті (TVM). Єдина об’єднуюча ознака для всіх субпопуляцій Т-клітин пам'яті полягає в тому, що вони довгоживучі і можуть швидко перетворюватись на велику кількість ефекторних Т-клітин при повторному контакті зі спорідненим з ними антигеном. Завдяки цьому механізму вони забезпечують імунну систему «пам’яттю» проти патогенів, зустрічалися раніше. Т-клітини пам'яті можуть бути або CD4+, або CD8+ і зазвичай експресують CD45RO і в той же час не мають CD45RA.

### Субпопуляції Т-клітин пам’яті
- Центральні Т-клітини пам'яті (ТСМ) експресують CD45RO, CC-хемокіновий рецептор типу 7 (CCR7) і L-селектин (CD62L). Центральні Т-клітини пам'яті також мають CD44 від середнього до високого рівня експресії. Ця субпопуляція зазвичай зустрічається в лімфатичних вузлах і в периферійному кровообігу.
- Ефекторні Т-клітини пам'яті (ТЕМ) експресують CD45RO, але не мають експресії CCR7 та L-селектину. Вони також мають середню та високу експресію CD44. Оскільки у цих Т-клітин пам’яті відсутні рецептори CCR7, які дозволяють оселятися у лімфатичних вузлах, вони знаходяться в периферійному кровообігу та тканинах.[17] TEMRA означає термінально диференційовані ефекторні клітини пам’яті, які повторно експресують CD45RA, що є маркером, який зазвичай зустрічається на наївних Т-клітинах.[18]
- Тканинні Т-клітини пам’яті (TRM) перебувають у тканинах (шкіра, легені, шлунково-кишковий тракт тощо) без рециркуляції в інші ділянки. Деякі маркери клітинної поверхні, пов’язані з TRM, — це CD69 та інтегрин αeβ7 (CD103).[19] Однак варто зазначити, що клітини TRM, знайдені в різних тканинах, експресують різні набори маркерів клітинної поверхні.[19] Якщо виявлено, що клітини CD103+ TRM обмежено локалізовані в епітеліальних і нейронних тканинах, клітини TRM, локалізовані в слинних залозах, підшлунковій залозі та жіночих репродуктивних шляхах, у мишей не експресують ні CD69, ні CD103.[19][20] Вважається, що клітини TRM відіграють головну роль у захисному імунітеті проти патогенів.[5][21] Дослідження також припускають подвійну роль клітин TRM у захисті та регуляції.[10] Порівняно з ТЕМ-клітинами, ТRM- клітини секретують більше цитокінів, пов’язаних із захисним імунітетом, і експресують менше проліфераційного маркера Ki67.[10] Було припущено, що ці характеристики можуть допомогти у довгостроковій підтримці популяції клітин ТRM, а також у дотриманні балансу між швидкою реакцією на інвазію антигену та уникненням непотрібного пошкодження тканин.[10] Дисфункціональні клітини TRM можуть бути причетні до аутоімунних захворювань, таких як псоріаз, ревматоїдний артрит, хвороба запаленого кишечника.[21] Специфічними для лімфоцитів TRM є гени, які беруть участь у метаболізмі ліпідів, які є високоактивними, приблизно в 20-30 разів активнішими, ніж в інших типах Т-клітин.[21]
- Т-клітини віртуальної пам'яті (TVM) відрізняються від інших субпопуляцій клітин пам’яті тим, що вони не виникають внаслідок масованого клонування. Таким чином, хоча ця популяція в цілому є поширеною в периферійному кровообігу, окремі клони TVM зустрічаються з відносно малою частотою. Одна з теорій полягає в тому, що до появи цієї популяції Т-клітин призводить гомеостатична проліферація. Хоча першими були описані CD8 TVM [22], тепер відомо, що існують також CD4 TVM.[23]

Було запропоновано поділ на багато інших субпопуляцій Т-клітин пам’яті. Дослідники вивчили стовбурові Т-клітини пам'яті (TSCM). Як і наївні Т-клітини, TSCM є CD45RO-, CCR7+, CD45RA+, CD62L+ (L-селектин), CD27+, CD28+ і IL-7Rα+, але вони також експресують велику кількість CD95, IL-2Rβ, CXCR3 і LFA-1, і проявляють численні функціональні атрибути, відмінні від клітин пам'яті.